# Celama taeniatoides
Celama taeniatoides är en fjärilsart som beskrevs av Adalbert Seitz 1913. Celama taeniatoides ingår i släktet Celama och familjen trågspinnare. Inga underarter finns listade i Catalogue of Life.